# Rivier

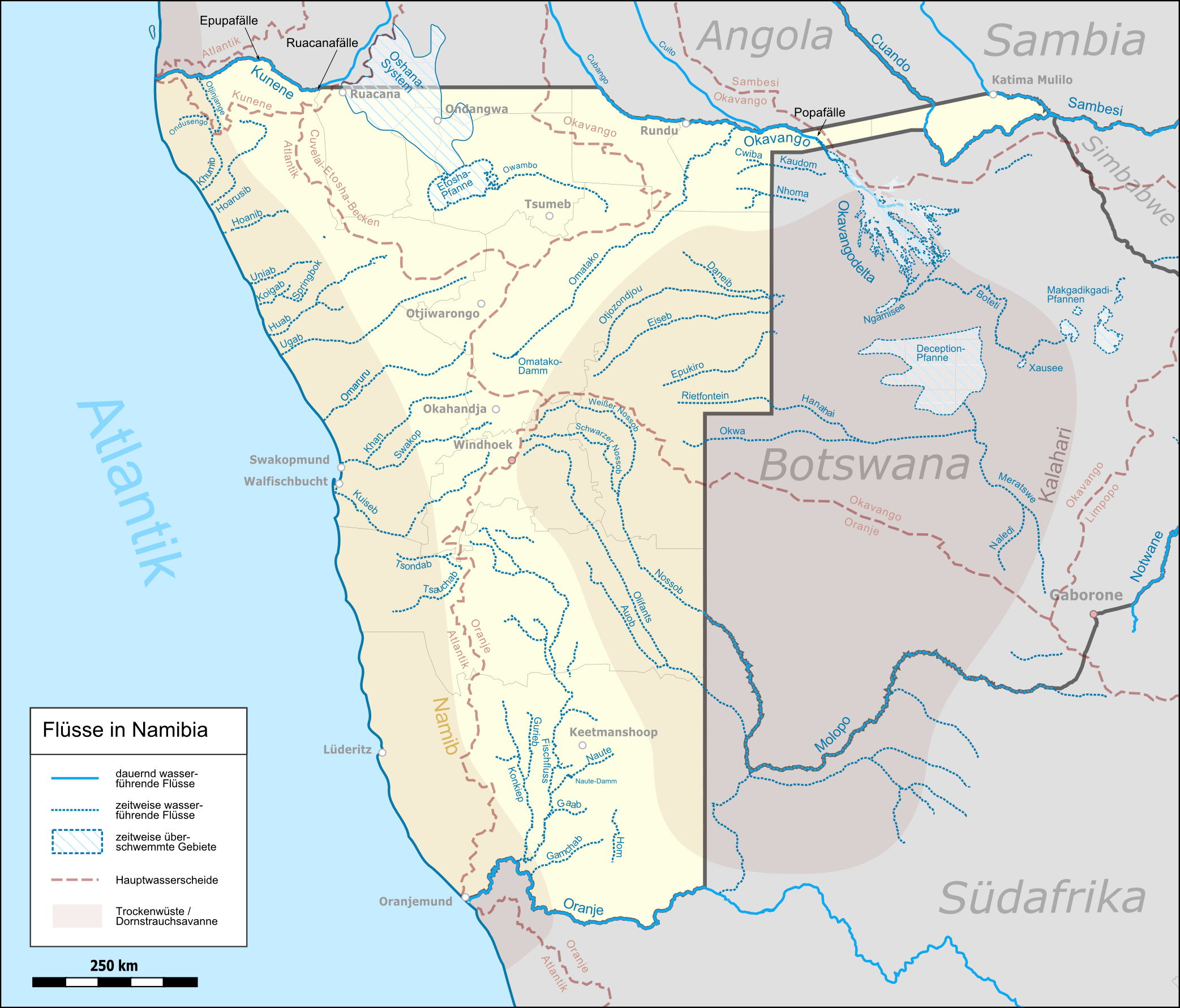
Karte der wichtigsten Flüsse, Riviere und Omiramba Namibias

Rivier ([ˌʀiˈviːɐ̯] , sächlich) bezeichnet in der deutschen Sprache in Namibia einen zeitweilig wasserführenden Fluss (Trockenfluss). Die Bezeichnung wird für episodische oder ephemere Gewässer in Namibia verwendet (siehe die dortigen Wasserregionen). In Afrikaans, aus dem das Wort Rivier entlehnt wurde, werden Flüsse generell rivier genannt, was auch Trockenflüsse einschließt. Daher sind auch in Südafrika, vorrangig in den Regionen Karoo, Namaqualand und Sandveld die Bezeichnungen Riviere oder Trockenriviere als Typus für periodische und episodische Wasserläufe mit tage- oder stundenweiser Wasserführung üblich.

## Begriff
Rivier gehört zu einer großen Zahl von regionalspezifischen Begriffsbildungen für das weltweite Phänomen der Trockenflüsse – wie etwa im Arabischen Wadi oder im Australischen Englisch Creek. Rivier ist ein deutschnamibisches Lehnwort aus dem Afrikaans und bedeutet dort ‚Fluss‘; vgl. englisch river, französisch rivière und niederländisch rivier. Ein Rivier, das Wasser zu führen anfängt, „kommt ab“, und es „läuft“, wenn es fließt, was aus dem Afrikaans hergeleitet wird („die rivier kom af“ und „die rivier loop“).

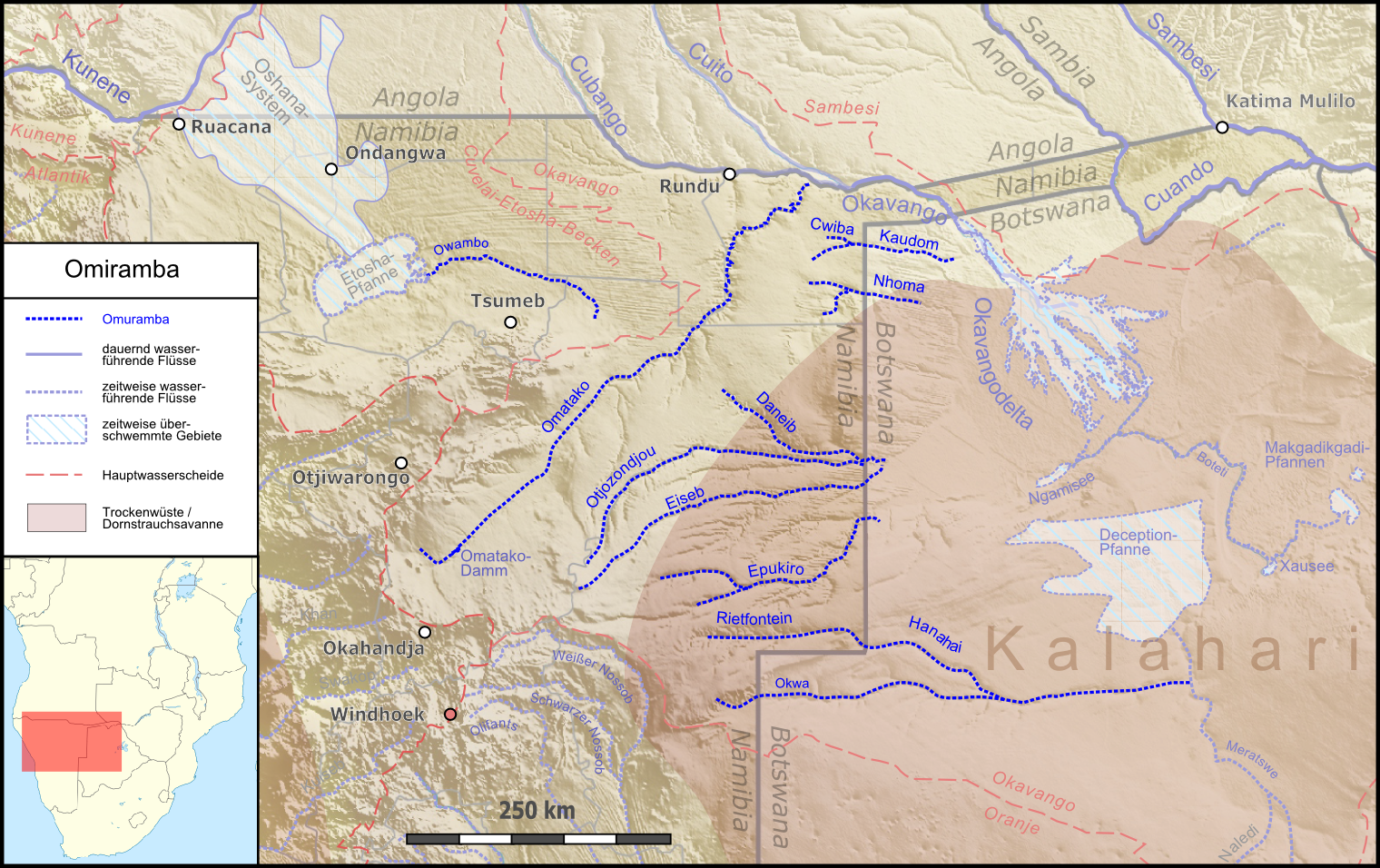
Omiramba im Nordosten Namibias

Unter Germanisten besteht Einigkeit, dass die Aufnahme von Rivier in den deutschen Wortschatz zur Schließung einer lexikalischen Lücke diente. Hans-Volker Gretschel zählt das Wort zu den etwa 50 bis 70 Wörtern des Deutsch in Namibia, die durch die unbekannte Umwelt Afrikas gebildet wurden. Herbert Nöckler erklärte 1963, die deutschsprachigen Einwohner Namibias seien inzwischen „so landesbewußt geworden, daß es einfach unmöglich ist, das Wort aus [ihrem] ‚sprachbewußten‘ Wortschatz zu entfernen.“ Thomas Keil zählt Rivier zu den „wichtige[n] Begriffe[n]“ der deutschen Sprache in Namibia, Marianne Zappen-Thomson von der Universität von Namibia zu den „typische[n]“ Wörtern, „die 99,9% der deutschsprachigen Namibianer [sic] benutzen“. Laut der Geographin Jana Moser handelt es sich um eine „landestypische und allgemein gebräuchliche“ Bezeichnung.
Im Nordosten Namibias werden die Trockenflüsse zumeist nach dem Otjiherero-Ausdruck für ‚Tal‘, Omuramba (Plural Omiramba), bezeichnet (darunter Epukiro und Omatako). Ein Omuramba bezeichnet einen prähistorischen Entwässerungsschlot.
In kolonialer Zeit war der Begriff teilweise noch für sämtliche periodischen Flüsse Deutsch-Südwestafrikas benutzt worden. Die Benutzung der Begriffe in Namibia ist uneinheitlich geblieben, mit lokalen Unterschieden, worauf der Geograph Jürgen Kempf im Jahr 2000 hinwies: Demnach werden unter Omuramba wissenschaftlich Fluvialformen innerhalb flacher Spülmuldentäler verstanden, die einen breiten Schwemmbereich und kaum eingeschnittene Flussläufe enthalten, während als Riviere üblicherweise tiefer eingeschnittene (Trocken-)Flüsse aus dem Hochland bezeichnet werden.

## Beschreibung

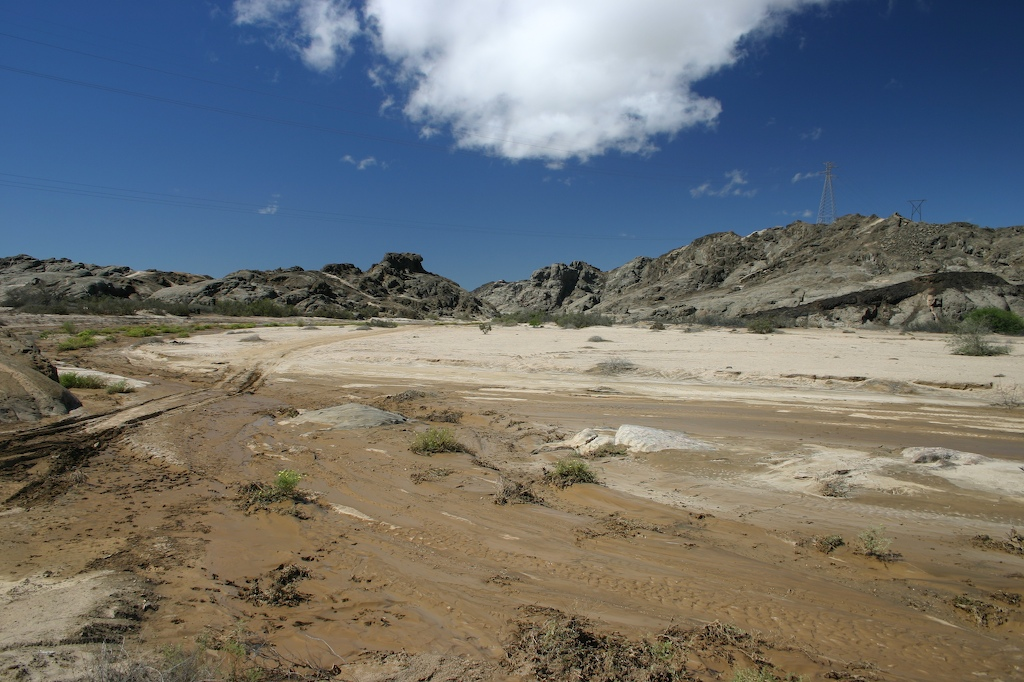
Swakop-Rivier bei Dürre

Swakop-Rivier nach Regen

Laut Hartmut Leser sind sämtliche Flüsse Namibias bis auf drei – Kunene, Oranje und Fischfluss – Riviere. Den Fischfluss bezeichnet der Geograph Roger Swart als „einzigen annähernd ständig wasserführenden Fluss“ im Inland Namibias. Dagegen bezeichnen die Geographen Andrew Goudie und Heather Viles als ständig wasserführende Flüsse Namibias nur die das Meer erreichenden (exorheischen) Grenzflüsse Kunene, Oranje und Sambesi sowie die im Binnenland versiegenden (endorheischen) Okavango (siehe Okavangodelta) und Kwando/Linyanti/Chobe (siehe Linyanti-Sümpfe). Alle diese dauerhaften Flüsse entspringen relativ feuchten Bergregionen in Angola, Sambia und Südafrika, während sämtliche in Namibia entspringenden Fließgewässer nicht dauerhaft sind, die meisten davon für den Großteil des Jahres. Der Kuiseb etwa fließt nicht jedes Jahr (dreimal im 20. Jahrhundert); manche Riviere wie Tsondab und Tsauchab enden in den gegenwärtigen klimatischen Bedingungen dauerhaft in binnenländischen Endpfannen, sogenannten Vleis, dem Tsondabvlei und dem Sossusvlei.
Die Riviere Namibias werden nach drei Regionen unterschieden: Den westlichen Rivieren der Namib-Wüste, die vor allem nach Sommerstürmen in Richtung Atlantik Wasser führen, den südlichen im Einzugsgebiet des Oranje und den östlichen, sämtlich endorheischen in Richtung der Kalahari. Charakteristisch für den Süden Namibias sind die – anders als zumeist im restlichen Land – von Nord nach Süd verlaufenden Riviere, die in den südlichen Grenzfluss Oranje münden. Die Riviere des Nordwestens entspringen alle bis auf den nördlichsten (Khumib) in der Randstufe. Die Namib-Riviere und einige weitere Gewässer wie der Oranje in seinem Unterlauf und einige Flüsse Südangolas haben die Besonderheit, dass sie – anders als fast alle dauerhaft wasserführenden Flüsse – ein konvexes statt konkaves Längsprofil haben, was teilweise mit der regionalspezifischen Hebung der Plattentektonik und teilweise mit dem stark verringerten Abfluss erklärt wird.
Zu den größten Rivieren gehören Kuiseb, Swakop, Khan, Omaruru und Ugab im westlichen Zentralnamibia und im Osten der Nossob, die – zusammen mit ihren vielen Nebenarmen – in vorkolonialer Zeit mit einem Netzwerk von Brunnen ausgestattet waren und das Kerngebiet der viehhaltenden Hereros bildeten. Viele dieser Flussbetten werden ohne spezifische Bezeichnung lokal als „das Rivier“ (das einzige weit und breit) bezeichnet.
Im Südwesterlied kommen Riviere bei der Schilderung der widrigen Lebensumstände des namibischen Naturraums vor („Hart wie Kameldornholz ist unser Land / und trocken sind seine Riviere“).

## Ökologie
Die Riviere zählen im ariden Klima Namibias zu den Gunsträumen und werden auch als „lineare Oasen“ bezeichnet. Selbst in der Zeit, in der die Riviere trockenfallen, können sich dort Pflanzen mit tiefreichenden Wurzeln halten, weshalb die Riviere mit ihren Galeriewäldern häufig wie grüne Adern das Land durchziehen. An Rivieren in der Namib-Wüste ist beispielsweise die Nara-Pflanze zu finden, deren Pfahlwurzeln über 30 Meter Länge und dadurch das Grundwasser erreichen. Oft kann man auch durch Graben im trockenen Flussbett an Wasser gelangen. Für die Wüstenelefanten im Nordwesten von Namibia sind diese Wasserreserven überlebenswichtig. Sie graben mit Rüssel und Stoßzähnen bis zu einem Meter tiefe Löcher in den Rivier-Grund und schaffen damit temporäre Wasserstellen, die auch von anderen Wüstenbewohnern genutzt werden und ihnen das Überleben sichern.
Die Desert Research Foundation of Namibia führt in drei Rivier-Gebieten (Kuiseb, Cuvelai und Fischfluss) international beachtete Projekte zum Wassermanagement durch („Integrated Water Resources Management“).